# Протести в Колумбії (2021)
28 квітня 2021 року в Колумбії почалася низка протестних акцій проти збільшення податків, корупції та реформи охорони здоров'я, запропонованих урядом президента Івана Дуке Маркеса. Податкову ініціативу було введено з метою розширення фінансування Ingreso Solidario, універсальної соціальної програми з базового доходу, створеної в квітні 2020 року для надання допомоги під час пандемії COVID-19 у Колумбії, тоді як законодавчий законопроєкт 010 пропонував кілька змін у системі охорони здоров'я.
Представники судів передбачали, що протести будуть масовими, тому було анульовано всі дозволи через страх розповсюдження COVID-19. Але масові протести почались 28 квітня 2021 року. У великих містах, таких як Богота та Калі, десятки тисяч протестувальників вийшли на вулиці, в деяких випадках зіткнувшись з поліціянтами, що призвело до щонайменше шести смертей. Протести продовжували наростати протягом наступних днів, і серед обіцянок президента змінити податковий план вони вилились у великий протест 1 травня, в Міжнародний день праці. 2 травня президент Дуке заявив, що повністю скасує податковий план, хоча жодних нових конкретних планів не було оголошено. Незважаючи на коригування політики, протести продовжувались, вони підживлювалися інтенсивними репресіями та повідомленнями про жорстокість поліціянтів. До 21 травня протестувальники заявляли про понад 2000 випадків насилля, включаючи 27 випадків сексуального насильства, а близько 200 людей зникло.
Управління Верховного комісара ООН з прав людини та Human Rights Watch зазначило зловживання з боку поліції щодо протестувальників, тоді як колишній президент Альваро Урібе Велес закликав людей підтримувати дії поліції та солдатів під час протестів.

## Передумови
У квітні 2021 року президент Іван Дуке запропонував збільшити податки в той час, коли пандемія COVID-19 у Колумбії починала погіршуватися, оскільки різні системи охорони здоров'я не працювали по всій країні. Пандемія також зашкодила колумбійській економіці: 42 % колумбійців заробляли менше $90 на місяць, а 25 % населення у віці до 28 років були безробітними.
Ingreso Solidario, універсальна соціальна програма з базовим доходом, запроваджена урядом під час пандемії, вже забезпечувала на той час 13 щомісячних виплат на $43 населенню з низькими доходами з квітня 2020 року Три з приблизно 50 млн колумбійців мали право на виплати «Ingreso Solidario», причому програма мала менший масштаб порівняно з іншими країнами Латинської Америки. За словами Меріке Блофілд, директора латиноамериканського підрозділу Німецького інституту глобальних та територіальних досліджень, «Порівняно з іншими країнами регіону охоплення, яке пропонує Інгресо Солідаріо, надзвичайно слабке… Для 3 мільйонів людей, які його отримали, це, безумовно, мало значення. Але домогосподарств було в 5 разів більше, ніж це було потрібно».
Уряд Дуке, прагнучи розширити програму на 1,7 мільйона людей і створити постійну програму базового доходу, вирішив провести податкову реформу для фінансування. Збільшення податку на багатьох колумбійців було представлено як спосіб забезпечити базовий дохід у $4,8 млрд. Податкові реформи Дуке включали розширення ПДВ на більшу кількість таких продуктів, як продукти харчування та комунальні послуги, додавання частини дохідників середнього класу до вищої податкової категорії та усунення різних пільг із податку на прибуток.
Суперечливий законопроєкт 010 пропонував реформувати охорону здоров'я в Колумбії. Плани кардинально змінити систему охорони здоров'я Колумбії на тлі пандемії, а також поспішний метод подання законопроєкту — через спеціальний комітет в Палаті представників, який не вимагав дебатів у Конгресі — також викликали невдоволення серед колумбійців.
Запропоноване підвищення податків розлютило жителів країни, які окрім третьої за складністю ситуації щодо смертності від COVID-19 в Латинській Америці, мають також найгірші економічні показники за останні 50 років із зменшенням ВВП на 6,8 % 2020 року та рівнем безробіття на рівні 14 %. Було організовано національний страйк, подібний до протестів 2019 року. На додаток до податкової та медичної реформ, організатори страйку вимагали загального базового доходу на рівні мінімальної заробітної плати в країні, додаткової підтримки малого бізнесу та заборони використання гербіцидів на основі гліфосату, включаючи інші запити.

## Перебіг подій

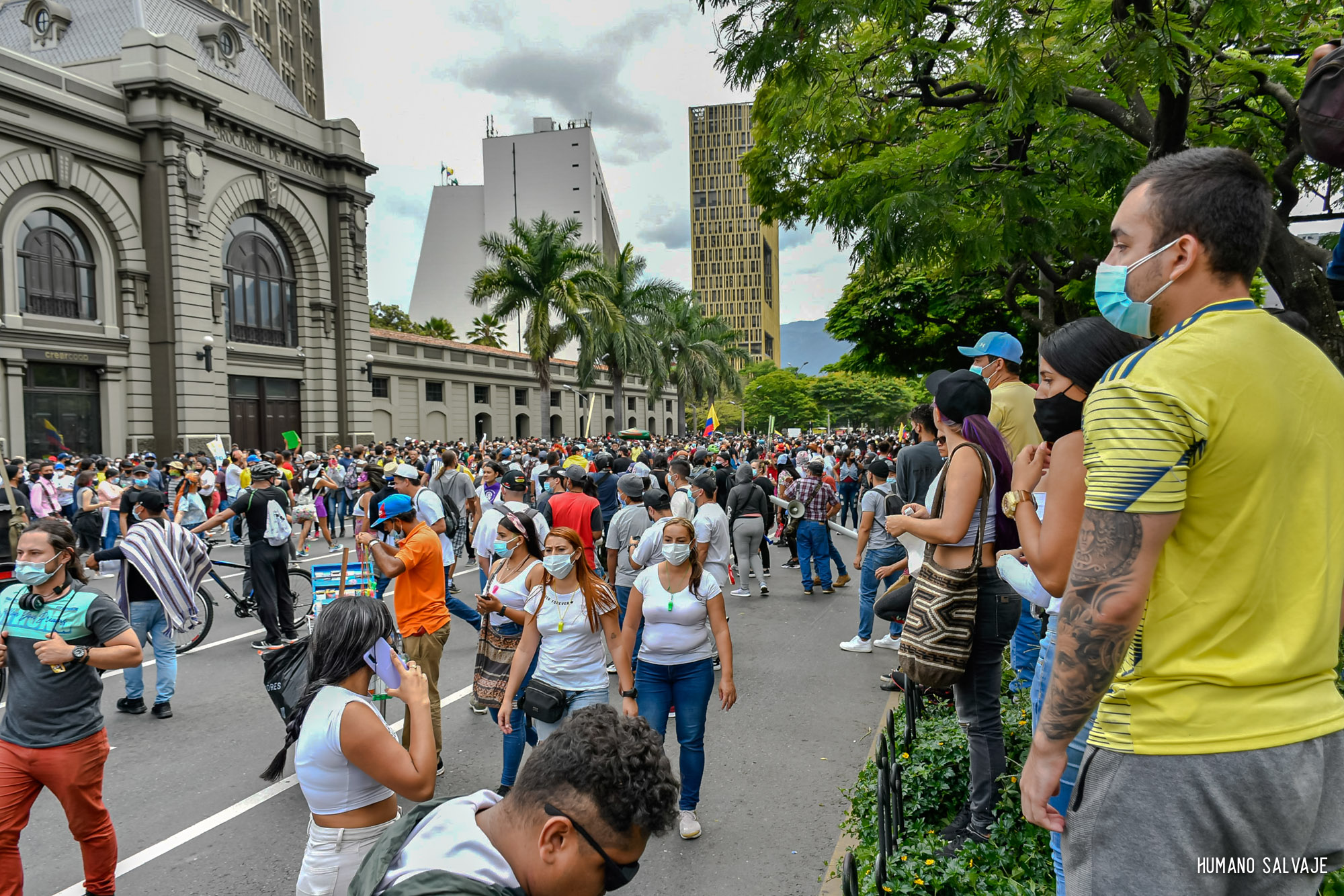
Протести в Медельїні 28 квітня 2021 року

Готуючись до протестів, суддя Неллі Йоланда Вілламізар де Пеньяранда з Адміністративного суду Кундінамарки постановила 27 квітня скасувати дозволи на проведення демонстрацій у містах по всій країні через ризики, пов'язані з COVID-19. Однак незадоволені громадяни ігнорували публічні заборони на акції протесту.
Десятки тисяч протестувальників почали демонстрації 28 квітня 2021, найбільші протести охопили Калі, де було знесено статую іспанського конкістадора Белалькасара. У Боготі десятки тисяч людей вийшли на вулиці, почалися сутички з силовиками, причому 4000 протестувальників не йшли з вулиць і вночі. Протягом першого дня було зареєстровано два вбивства.
Присутність поліції зросла 29 квітня, коли генерал Елієцер Камачо з столичної поліції Боготи оголосив, що під час демонстрацій буде задіяно 5800 поліцейських. Лідер Центральної спілки робітників (CUT) назвав демонстрації 28 квітня «величним страйком» і закликав до подальших акцій протесту по всій Колумбії.
30 квітня масові протести пройшли в Калі, Боготі, Перейрі, Ібаге та Медельїні. Президент Дуке спочатку оголосив, що не буде скасовувати податкову реформу, хоча згодом заявив, що його уряд розгляне можливість вилучення деяких із суперечливих пропозицій. Мер Калі Хорхе Іван Оспіна відповів президенту Дуке, що «податкова реформа мертва», а люди не хочуть, щоб це спричинило більше смертей. Також він попросив від імені людей Калі відмінити даний указ. Уряд направив до Калі 4 тис. військових та поліцейських.
1 травня, в Міжнародний день праці, десятки тисяч людей протестували під час однієї з найбільших демонстрацій під час хвилі протестів, при цьому в різних містах лунав марш порожніх каструль. Міністр національної оборони Дієго Молано, заявив, що у Калі «діють злочинні та терористичні групи», відносячи протестуючих до груп Революційних збройних сил Колумбії (FARC). Увечері президент Дуке під час промови сказав, що збільшить війська у містах, де відбувається насильство.
Президент Дуке оголосив 2 травня, що скасовує податкову реформу, хоча заявив, що реформа все ще необхідна. Дуке сказав, що податкова реформа це необхідність. Незважаючи на ліквідацію податкової реформи, організатори протесту продовжували сприяти протестам.
3 травня Національний страйковий комітет оголосив, що 5 травня відбудеться черговий день протесту, критикуючи уряд Дуке за те, що він не скликався з групами для проведення переговорів. Протягом першого тижня травня сотні студентів університетів вимкнули свої вебкамери під час віртуальних занять.
Президент Еквадору Ленін Морено та віце-президент Колумбії Марта Лусія Рамірес оприлюднили заяви 5 травня 2021 року, в яких стверджується, що протести були організовані Венесуелою, заявивши, що їх підтримав президент Венесуели Ніколас Мадуро. Президент Морено, виступаючи на засіданні Міжамериканського інституту демократії (IID) у Маямі поруч із генеральним секретарем Організації американських держав Луїсом Альмагро, заявив, що «розвідувальні організації Еквадору виявили грубе втручання диктатора Мадуро, … в тому, що відбувається зараз у Колумбії». Віце-президент Рамірес також опублікував заяву, що протести були «ідеально сплановані, профінансовані та виконані» Венесуелою, а Мадуро намагається створити союзний уряд. Міністр МЗС Венесуели Хорхе Арреаза відхилив звинувачення президента Морено, заявивши, що президент Еквадору намагається відволікти увагу від власної «некомпетентності». Пізніше того ж дня протестуювальники спробували взяти штурмом Національний Капітолій на площі Болівар у Боготі, поки відбувалися деякі законодавчі сесії, які були розігнані владою.
5 травня 89 учасників протестів зникли безвісти.
6 травня Колумбія припинила експорт кави через перекриття доріг.
13 травня Міністр МЗС Колумбії Клаудія Блюм подала у відставку через протести.
20 травня Колумбії заборонили приймати Кубок Америки 2021 року з футболу. Блокади доріг тривали до 20 травня, найбільші з них були в департаментах Каука, Уїла та Валле-дель-Каука, незважаючи на нещодавнє розпорядження президента, яке захищало свободу пересування протестуючих. Блокади спричинили дефіцит продуктів харчування та бензину та ускладнили виїзд з країни експорту.
30 травня уряд направив 7000 військових для боротьби з протестами, їх було направлено в Калі і провінцію Валле.

## Протест проти насильства

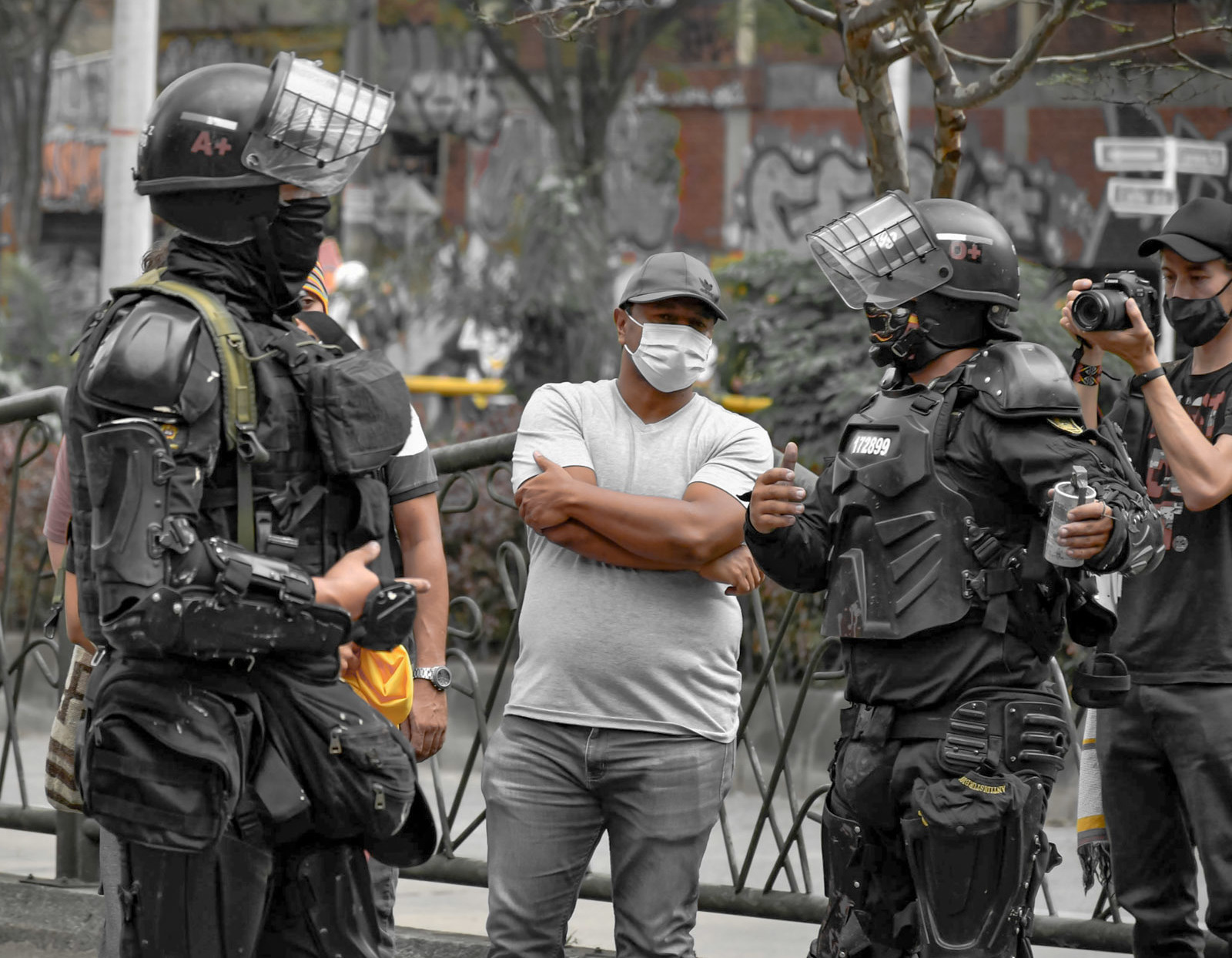
Протестувальник спілкується з членами мобільної ескадрильї проти протестів

Хоча більшість протестів були мирними, відбулося кілька актів вандалізму, головним чином у Калі та Боготі. У Калі були знищені та спалені кілька автобусів та станцій системи масового транспорту MIO. Близько 60 % мережі MIO було знищено під час протестів.
1 травня омбудсмен Колумбії Карлос Камарго заявив, що протягом тижня під час акцій протесту загинуло шість осіб, у тому числі п'ятеро цивільних та один поліцейський, а також 179 цивільних та 216 поліцейських були поранені. Тоді правозахисні організації надавали різні цифри, кажучи, що під час протестів було вбито щонайменше 14 людей. До 3 травня омбудсмен повідомив про 19 смертей, пов'язаних з протестами, у той час як неурядова організація Темблор повідомила про двадцять одного загиблого, а Колумбійська федерація працівників освіти (Fecode), яка допомагала вести акції протесту, повідомила про двадцять сім смертей.

## Реакції

### В Колумбії
За протести виступали різні особи, такі як сенатор і колишній кандидат у президенти Густаво Петро, який запросив колумбійців взяти участь у страйку, а також сенатор Густаво Болівар. Крім того, актриси Ліна Тейейро та Есперанса Гомес, комік Алехандро Ріаньо, актор Хуліан Роман, співаки Адріана Лусія, Маріо Муньос, Кароль Джі та інші впливові особи, такі як Луна Гіл, підтримали протести. Так само колумбійські художники, такі як Шакіра, Хуанес, Дж. Балвін, Малума, а також спортсмени Еган Бернал, Радамель Фалькао, Хуан Фернандо Кінтеро, Рене Ігіта, серед інших, продемонстрували солідарність із жертвами, закликаючи до припинення насильство, вимагаючи від уряду прислухатися до колумбійців.
Близько 8000 науковців підписали лист, в якому висловилися проти опозиції до жорстокості міліції, а президент семи найбільших університетів країни підписав лист із пропозицією про шість змін політики після протестів.
Колишній президент Альваро Урібе Велес, правий політик, написав у своєму твіттері «Давайте підтримаємо право солдатів та поліцейських використовувати свою вогнепальну зброю для захисту своєї цілісності та захисту людей та майна від злочинних актів терористичного вандалізму». Twitter видалив твіт, сказавши, що це був акт «провокації насильства». Журналістка Вікі Давіла, колишній мер Боготи Енріке Пеньялоса та колишній колумбійський футболіст Фаустіно Асприлла відхилили протести.

### Міжнародний

#### Уряди
- Аргентина: Президент Альберто Фернандес засудив «репресії проти соціальних протестів» та попросив припинити конфлікт.[51]
- Чилі: Міністр уряду Чилі Хайме Белліо заявив, що порушення прав людини повинно переслідуватися без винятків
- Еквадор: Президент Ленін Морено звинуватив уряд Венесуели в підбурюванні до протестів, вимагаючи від нього «припинити втручання».[52]
- Іспанія: Міністр закордонних справ, Аранча Гонсалес закликав до припинення насильства та діалогу[53]
- Британія: Три члени парламенту попросили Міністра МЗС Домініка Рааба вимагати припинення насильства проти протестувальників[54]
- США: Держдепартамент попросив уряд Колумбії стримувати насильство, щоб уникнути подальших людських втрат.[55]
- Венесуела: Генеральний прокурор Тарек Вільям Сааб зазначив, що: «Уряд Дуке масово знищує населення, що відкриває злочинну структуру цієї наркотичної держави». Він також розкритикував мовчання Організації американських держав, ООН та Верховного комісара ООН з прав людини, Мішель Бачелет.[56]